# Raoul Ardent
Pour les articles homonymes, voir Ardent.
Raoul Ardent (en latin Radulphus Ardens) né avant 1140 à Beaulieu-sous-Bressuire et mort le 12 septembre 1199 ou 1200 est un théologien et prédicateur français.

## Biographie
Ardent est son surnom sans doute dû à son éloquence et de sa ferveur.  Il est issu d’une famille
noble. Il suit l’enseignement de Gilbert de la Porrée. Il est maître de théologie. C’est comme prédicateur dans le diocèse de Poitiers qu’il s’illustre. János Bartkó écrit qu'il appartiendrait au groupe réformateur et mystique qui entourait Pierre le Chantre. Il est appelé  comme chapelain à la cour de Richard Ier Cœur de Lion, duc d’Anjou, de Normandie et roi d’Angleterre. 

## Œuvres
- Speculum universale, encyclopédie de la foi chrétienne, en 14 livres (le 6e n'ayant jamais été écrit), composée entre 1193 et 1200. Cette somme des vices et des vertus traite principalement de questions de morale.

- Sermons : Radulphus Ardens Sermones anonymi (consultable sur BNF/gallica). Il s'agit de 199 sermons qui constituent un ensemble cohérent. Les sermons sont publiés la première fois en 1564 par Claude Frémy à Paris[3] et font l'objet de nombreuses rééditions en France et à l'étranger (Anvers, Cologne).